# Quercus semiserrata
Quercus semiserrata és una espècie de roure que pertany a la família de les fagàcies i està dins del subgènere Cyclobalanopsis, del gènere Quercus.

## Descripció
Quercus semiserrata és un petit arbre de fins a 10 metres d'alçada. Les branques són tomentoses quan són joves i glabrescents. Les fulles poden fer fins a 7 cm de llarg, primes i de paper. El pecíol 1-2 cm, glabre; limbe de les fulles són ovades-oblongues a obovades-oblanceolades, de 13-25 × 3-7 cm, finament semblant al paper, glabres, base cuneada, marge sencer, l'àpex és acuminat a obtús; nervis centrals i nervis secundaris abaxialment prominents i adaxialment lleugerament elevades o planes; nervis secundaris 9-12 a cada costat del nervi central, corbat a prop del marge. Les cúpules en forma de bol, d'uns 1,2 × 2,5 cm, tancat 1/2/2/3 de la gla, a l'exterior de color marró velutinós, a l'interior de color marró tomentós, paret fina; bràctees en 6-9 anells i marge ondulat denticulat. Les glans són oblongoel·lipsoides, 3,5-4 × d'uns 2,2 cm, pilosa, àpex arrodonit; cicatriu d'uns 1,5 cm de diàmetre, convex; estil persistent.

## Distribució i hàbitat
Quercus semiserrata creix al sud-est de la província xinesa de Xizang i a Yunnan, i a Bangladesh, nord-est de l'Índia, Myanmar i Tailàndia, als boscos humits de fulla ampla perennifolis a les valls entre els 400 i 500 m.

## Taxonomia
Quercus semiserrata va ser descrita per Roxb. i publicat a Hortus Bengalensis, or a catalogue... 68. 1832.
Etimologia
Quercus: nom genèric del llatí que designava igualment al roure i a l'alzina.
semiserrata: epítet llatí que vol dir amb fulles semidentades.
Sinonímia
- Cyclobalanopsis semiserrata (Roxb.) Oerst.
- Quercus annulata Hook.f. ex-A.DC.[3]